# Ariadne pallidior
Ariadne pallidior är en fjärilsart som beskrevs av Hans Fruhstorfer 1899. Ariadne pallidior ingår i släktet Ariadne och familjen praktfjärilar. Inga underarter finns listade i Catalogue of Life.